# Vaixell de l'Antic Egipte

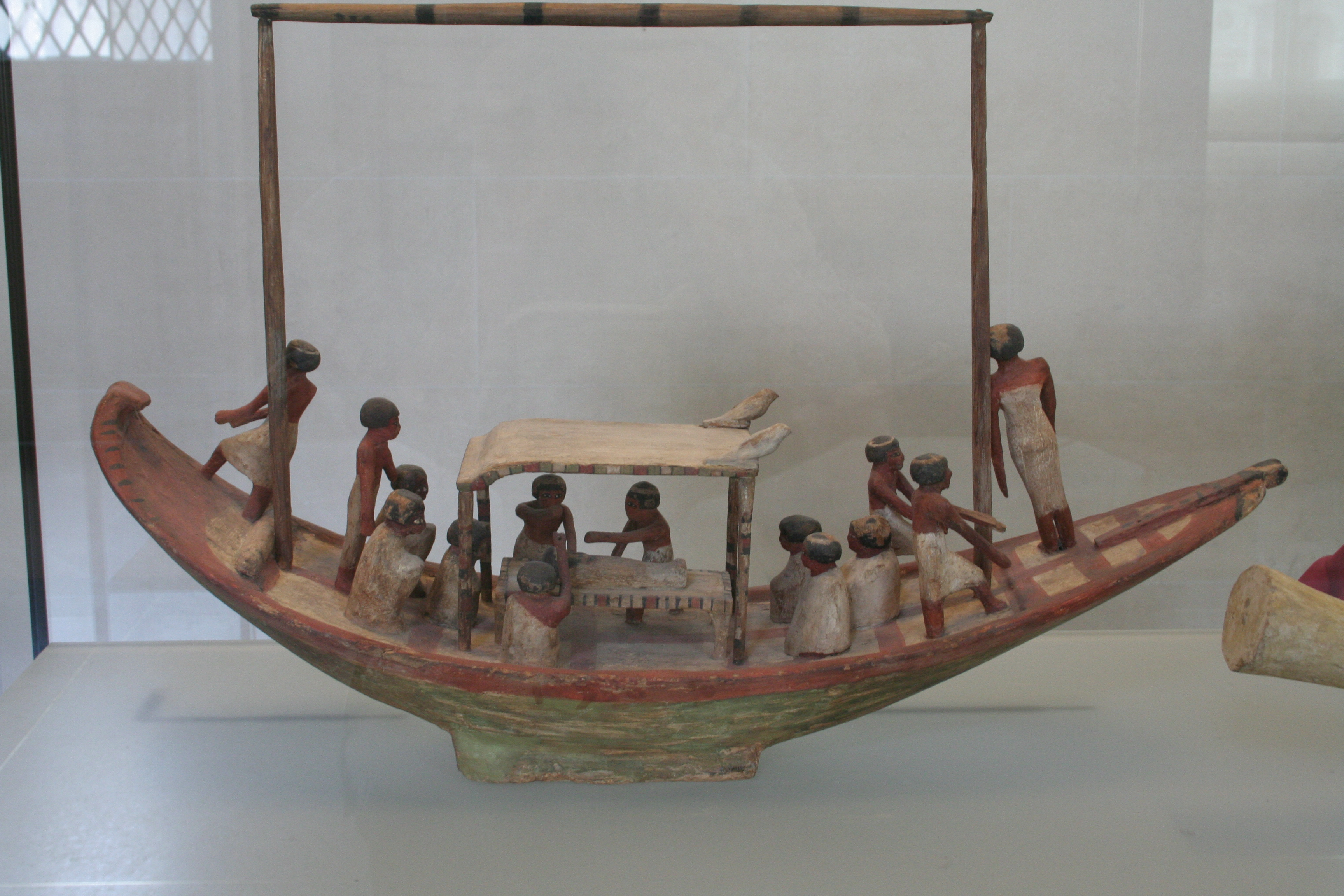
Reproducció d'un vaixell egipci

El vaixell de l'Antic Egipte era un transport essencial atesa la importància del riu Nil. Es tractava d'un conjunt d'embarcacions de mida petites que podien ser comandades amb lleugeresa. Les primeres es fabricaven de papir i algunes de fusta (però la manca de matèria primera barata va provocar que fossin menys usades). A partir del Regne Antic d'Egipte es van incorporar les veles i van començar a ser operatives també a la costa marítima. Posteriorment van copiar les tècniques fenícies però sempre va predominar la navegació fluvial.